# Rush (album)
Rush este eponimul album de debut al trupei canadiene de muzică rock, Rush, lansat în 1974 și remasterizat în 1997. Primul material al celor de la Rush prezenta un sound heavy metal tipic formațiilor de rock celebre din Marea Britanie de la începutul anilor '70. Rush erau fani ai grupurilor Led Zeppelin și Cream iar influența pe care cele două au avut-o asupra trupei este auzită pe majoritatea cântecelor albumului. Bateristul original al formației John Rutsey a cântat la baterie pe toate piesele de pe album dar nu a putut merge cu grupul în turnee datorită diabetului. Ulterior Rutsey a părăsit Rush la puțin timp după apariția acestui album de debut. Rutsey a scris și unele versuri pentru trupă. La scurt timp după plecare, a fost înlocuit cu Neil Peart. 

## Tracklist
1. „Finding My Way” (5:05)
2. „Need Some Love” (2:18)
3. „Take a Fiend” (4:24)
4. „Here Again” (7:37)
5. „What You're Doing” (4:22)
6. „In the Mood” (Lee) (3:33)
7. „Before and After” (5:34)
8. „Working Man” (7:11)

- Toate cântecele au fost scrise de Geddy Lee și Alex Lifeson cu excepția celor notate.

## Single-uri
- „Finding My Way” (1974)
- „In the Mood” (1974)

## Componență
- Geddy Lee - voce și chitară bas
- Alex Lifeson - chitare și voce
- John Rutsey - baterie și voce